# 海事及水務局
海事及水務局（葡萄牙語：Direcção dos Serviços de Assuntos Marítimos e de Água，縮寫：DSAMA），前身為港務局，是澳門特別行政區的局級政府部門，負責行使海事當局權力、促進發展海事活動，亦負責協調管理水資源。

## 歷史

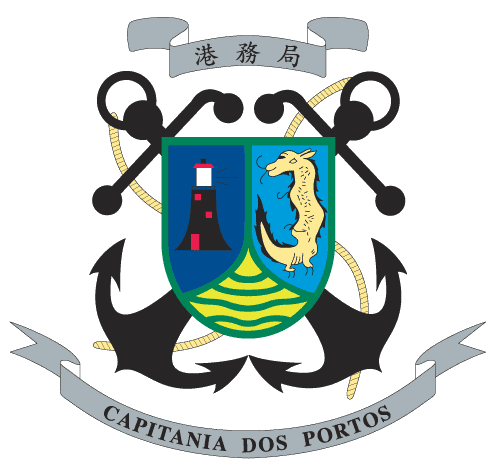
前港務局徽號

- 1822年，澳門議事公局委任海軍上校弗蘭西斯科·巴萊托（Francisco Victória Vasconcelos Pereira Barreto）管轄海上貿易事務以及所有船隻。
- 1841年，成立港務局。海上事務的職權由港務局局長兼港務警察總長（俗稱局長爲船頭官）行使。
- 1905年，港務局遷入“摩爾軍營”（俗稱「水師廠」、「嚤囉兵營」）辦公。
- 1909年，核准《澳門港務局規章》。
- 1975年，一直長時間隸屬於港務局的水警部門被正式納入保安部隊，並成立水警稽查隊。
- 1990年，港務局代表澳門首次參加聯合國國際海事組織會議。
- 1995年，重組港務局。
- 1999年，海事安全及防治海上污染國際公約延伸到澳門，港務局開始負責該公約事務。
- 2005年，港務局進行改組。
- 2013年，港務局進行改組，並更名為“海事及水務局”。
- 2015年，因應劃定澳門特區水域，海事及水務局增加了協調管理海洋事務之職能。
- 2018年，為強化海事及水務局在海洋管理方面的工作，調整組織架構，適當增加相應的海域管理行政資源。

## 職責
- 確保海事安全，監管和控制航海括動；

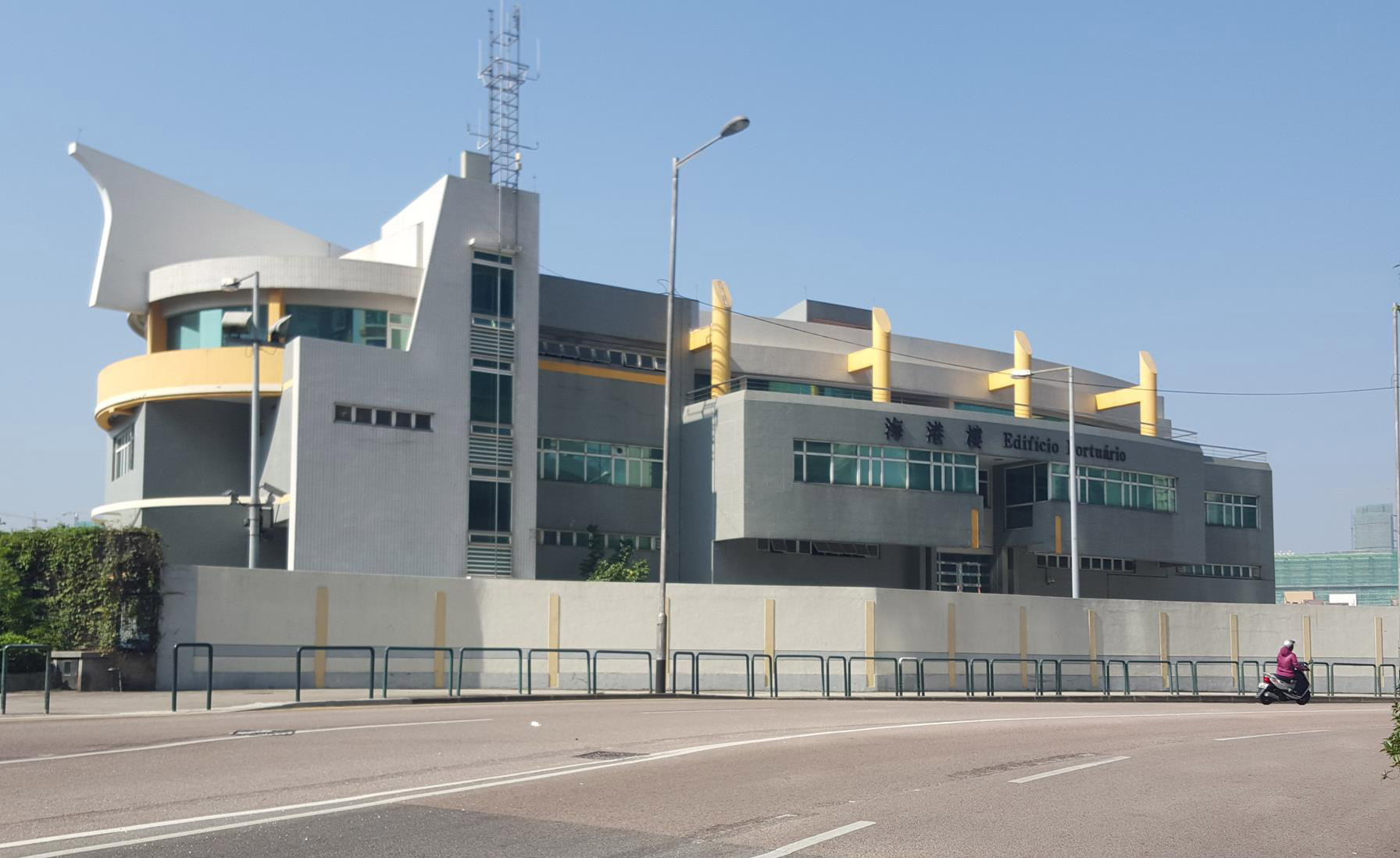
海港樓

- 防控船舶及有關作業活動對海洋境的污染損害，執行清理海上垃圾及油污措施；
- 統籌海上搜索和拯救行動以及其他與海事事故有關的工作；
- 負責船舶及其他懸浮物的註冊工作，以及海員的登記和發證事宜；
- 發出從事海事及港口活動的准照；
- 統籌港口事務，監察對港口安全規定的遵守情況；
- 研究和制定便利海運的措施，並促進發展有關業務；
- 統籌和管理客運碼頭的運作；
- 促進發展與漁業有關的活動；
- 制定海灘安全規定，監察對該等規定的遵守情況，並向泳客提供援助；
- 就海事管理範圍內展開的任何工程及建造基礎設施發出意見書；
- 提供水文學及海洋學方面的服務；
- 負責引航工作；
- 促進和統籌海事人員的培訓，並推廣海事知識；
- 研究和保護海事文化遺產，並促進發展相關活動；
- 負責建造、維修、保養船舶，並檢驗、維修、保養公共實體的車輛；
- 統籌澳門特別行政區飲用水、再生水及原水的供水事務；
- 促進開發和合理使用水資源，宣傳及推廣節水活動；
- 研究和制定水資源管理的政策、制度及措施；
- 促進與海事有關的國際法文書於澳門特別行政區實施；
- 促進海域的管理與利用。
- 執行法律賦予的其他職責。
- 海事及水務局尚負責督促遵守下列規定：
  - 關於船舶及船員的規定；
  - 關於船舶建造及維修業的規定；
  - 關於港口活動的規定；
  - 關於使用沿岸、港口及碼頭範圍的規定。

## 海事及水務局局長
- 黃穗文（1999年5月─現任  ）